# Le avventure di Lucio Battisti e Mogol 2
Le avventure di Lucio Battisti e Mogol 2 è un cofanetto composto da 3 CD uscito il 9 settembre 2005, seguito del precedente Le avventure di Lucio Battisti e Mogol.

## Il disco
Nel libretto interno sono contenuti i testi delle canzoni, alcune fotografie di Battisti e due poesie composte per l'occasione da Mogol, di cui gli appassionati lamentarono la scarsa pertinenza con Battisti. Oggetto di critiche fu anche l'ordine non cronologico dei brani e la presenza di un solo inedito.
Anche in questo caso vennero riscontrati numerosi errori tra i crediti:
- Prigioniero del mondo, scritta da Carlo Donida e Mogol, qui riporta anche il nome di Battisti;
- Dolce di giorno e Luisa Rossi sono firmate anche da Renato Angiolini;
- Anima latina e Il salame sono accreditate anche a Piano;
- Due mondi risulta firmata solo da Battisti;

Non mancano errori anche negli arrangiamenti e nelle date.

### Ritiro dal commercio
In seguito ad una causa intentata dalle edizioni musicali Acqua azzurra, di cui è azionista di maggioranza la vedova di Battisti Grazia Letizia Veronese, nel novembre 2011 la Sony Music è stata costretta a ritirare dal mercato le copie ancora in commercio di questo cofanetto e del precedente Le avventure... 1. Il punto di diritto verteva sulla presenza, all'interno dei libretti, dei testi delle canzoni (di proprietà delle edizioni musicali) per i quali non era stata chiesta l'autorizzazione.

## Brani
Tutti i brani sono di Battisti-Mogol, tranne dove specificato.
| 1. La luce dell'est 2. L'aquila 3. Il vento 4. La folle corsa (Mogol-Battisti-Donida-Labati) 5. La mia canzone per Maria 6. Nel sole, nel vento, nel sorriso e nel pianto 7. Uno in più 8. Prigioniero del mondo (Mogol-Battisti-Donida-Labati) 9. Dolce di giorno 10. Era 11. Una 12. Se la mia pelle vuoi 13. Davanti ad un distributore automatico 14. Supermarket 15. Le tre verità 16. Luisa Rossi 17. Insieme a te sto bene 18. Il leone e la gallina 19. Sognando e risognando 20. Luci ah | 1. Vento nel vento 2. Confusione 3. Gente per bene e gente per male 4. La canzone della terra 5. Le allettanti promesse 6. Io gli ho detto no 7. Prendi fra le mani la testa 8. Questo inferno rosa 9. Abbracciala abbracciali abbracciati 10. Anima latina 11. Il salame 12. Due mondi 13. Anonimo 14. Macchina del tempo 15. Separazione naturale | 1. La compagnia (Mogol-Battisti-Donida-Labati) 2. Dove arriva quel cespuglio 3. No dottore 4. Il veliero 5. L'interprete di un film 6. Soli 7. Ami ancora Elisa 8. Questione di cellule 9. Ho un anno di più 10. Maledetto gatto 11. Il monolocale 12. Una vita viva 13. Amore mio di provincia 14. Questo amore 15. Perché non sei una mela |